# گذشته مری هلمز
گذشته مری هلمز (انگلیسی: The Past of Mary Holmes) فیلمی در ژانر درام به کارگردانی اسلاوکو ورکاپیچ و هارلان تامپسون محصول سال ۱۹۳۳ کشور ایالات متحده آمریکا است.

## بازیگران
- هلن مک‌کلار در نقش Mary Holmes/Maria di Nardi
- اریک لیندن در نقش Geoffrey Holmes
- جین آرتور در نقش Joan Hoyt
- ریچارد «اسکیتس» گَلِگر در نقش Ben Pratt
- ایوان اف. سیمپسون در نقش Jacob Riggs
- کلی کلمنت در نقش G. K. Ethridge
- جی. کارول نایش در نقش Gary Kent
- روسکو آتس در نقش Bill-poster Klondike
- روشل هادسون در نقش Betty
- جان شیهان در نقش Tom Kincaid
- ادوارد ناگنت در نقش Flanagan